# Nécropole nationale d'Assevent
De Nécropole nationale d'Assevent is een Frans-Duitse militaire begraafplaats in de Franse gemeente Assevent. Er rusten 1.819 militaire die sneuvelden in de Eerste Wereldoorlog. De begraafplaats ligt aan de noordrand van het dorpscentrum.

## Geschiedenis
Assevent ligt vlak bij Maubeuge, dat omwille van zijn ligging dicht bij de Belgische grens op het kruispunten van de spoorlijnen van Brussel en Luik naar Parijs, een strategisch doelwit was voor de Duitsers. De vesting van Maubeuge werd belegerd en op 8 september 1914 moesten de Fransen deze al uit handen geven. De stad bleef nu de volgende jaren in Duitse handen.
Veel lichamen van gesneuvelden bleven echter onder het puin of in tijdelijk graven achter. Zelfs in februari 1916 trof men nog lichamen aan tijdens het ruimen van het puin van de forten. Het Duitse bewind richtte daarom een militaire erebegraafplaats op in Assevent. In maart 1916 was het terrein, als uitbreiding op de gemeentelijke begraafplaats, klaar en konden de graven worden overgebracht naar de nieuwe begraafplaats. Op 20 oktober 1916 werd de necropool ingehuldigd.
Op de begraafplaats liggen 1.400 gesneuvelde Fransen, waarvan 487 in een massagraf. Van de 399 Duitse gesneuvelden liggen er 342 in een massagraf. Daarnaast liggen er nog een aantal andere nationaliteiten. Zo liggen er ook 260 Russen, waarvan 200 in een massagraf. Er liggen ook 7 Britten, van wie 4 werden geïdentificeerd. In de Britse CWGC-registers is de begraafplaats opgenomen als Assevent French National Cemetery. Verder ligt er ook 1 Belg en ten slotte nog 12 Roemenen.